# Жанна д'Арк (фільм, 1999)
«Посла́нниця: істо́рія Жа́нни д'Арк» (англ. The Messenger: The Story of Joan of Arc — оригінальна назва; фр. Jeanne d'Arc — у французькому прокаті) — історико-біографічна драма Люка Бессона 1999 року про життя національної героїні Франції Жанни д'Арк з Мілою Йовович у головній ролі.

## Сюжет
XV століття, Франція, йде Столітня війна. Країну врятує лише диво і воно є у вигляді 19-річної дівчини Жанни (Міла Йовович) з Домреми.
Побожна дівчина Жанна гуляє в лісі і бачить видіння; повернувшись, вона застає поселення у вогні. Загарбники вбивають, а потім ґвалтують її старшу сестру. На сповіді Жанна говорить священикові, що хоче пробачити їх, але не може. Вона їде в Шинон до дофіна у Карлові (Джон Малкович), просити армію. Юна діва отримує загін воїнів і завдає кілька поразок англійцям. Чотири дні кровопролитних битв — і облога Орлеана знята. Ім'я Жанни д'Арк у всіх на вустах, простий люд звеличує її, а солдати вірять в неї і готові на нові подвиги за країну і віри. Завдяки Жанні коронують Карла VII, але, отримавши своє, він, під впливом тещі і наближених, відхрещується від неї. Під час вилазки з фортеці перед нею зрадницьки закривають ворота і Жанна потрапляє в полон.
Показується внутрішня боротьба Жанни. У полоні її відвідує образ у чорному, який своїми аргументами розбиває її переконання. Голоси залишають полонянку. Герцог Бургундський продає її англійцям. Відбувається церковний «суд», результат якого відомий. Літній священик (Джон Босуелл) бажає перешкодити несправедливості і збирається їхати в Рим до папи Євгена, але англійці заарештовують його. Єпископ Кошон задається питанням — може бути, що Жанна каже правду. Він прилюдно зачитує їй вирок вчених мужів з Парижа, що визнали її винною в єресі і змушує підписати зречення від своїх переконань, обіцяючи за це покаяння її гріхів. Заплутавшись, вона погоджується. Людина в чорному заявляє, що вона тим самим зреклася Господа, Жанна намагається вирвати документ у єпископа, але той пішов. Англійці вночі відбирають у неї одяг і залишають тільки чоловічий одяг і показують її в цьому вигляді Кошону. Той робить висновок, що Жанна знову «впала в єресь», і вмиває руки. У фіналі Жанна погоджується з людиною в чорному і просить її сповідувати. Англійці спалюють Жанну Дарк на площі.

## У ролях
- Мілла Йовович — Жанна д'Арк
- Дастін Гоффман — Видіння
- Фей Данавей — Іоланда Арагонська
- Джон Малкович — Карл VII (король Франції)
- Чеки Каріо — Жан де Дюнуа
- Венсан Кассель — Жиль де Ре
- Паскаль Греггорі — Іоанн II (король Франції)
- Річард Райдінгс — Ла Гір
- Десмонд Гаррінгтон — Жан д'Олон
- Тімоті Вест — єпископ П'єр Кошон
- Реб Аффлек — бойовий товариш
- Стефан Алгу — охоронець
- Едвін Еппс — єпископ
- Давид Баї, Давид Барбер, Бріан Пойсер, Домінік Борелли — англійські судді
- Крістіан Барб'є, Крістіан Бергнер — воєначальники
- Ендрю Біркін — Джон Талбот
- Джон Босуелл — старий священик

## Знімальна група
- Режисер — Люк Бессон
- Сценаристи — Ендрю Біркін,Люк Бессон
- Виконавчі продюсери — Марк Дженні, Олдріч Мак
- Продюсер — Патріс Леду
- Оператор — Тьєррі Арбоґаст
- Звукооператор — Франсуа Грулю, Вінсент Туллі, Бруно Тарр'єр
- Художник — Південь Тіссандьє
- Композитор — Ерік Серра
- Монтаж — Сільві Ландрі
- Костюми — Катрін Летер'є

## Факти про фільм
- Це останній фільм, в якому знявся Джозеф О'Конор.
- Кетрін Бігелоу відмовилася від участі у фільмі, коли Люк Бессон наполіг, щоб Міла Йовович, його дружина на той момент, зіграла головну роль.
- У записі саундтреку до фільму (пісня «My Heart Calling») брала участь ізраїльська співачка Noa.
- Епізод фільму, в якому Жанна, намагаючись вилізти на стіну, отримала постріл впритул, — не вигадка режисера, а взятий із хронік.